# 鄭子寮福安宮
鄭子寮福安宮位於臺灣臺南市北區成功里鄭子寮，是主祀中壇元帥的廟宇:28。該廟主神分靈自昆沙宮:28。

## 沿革
關於鄭子寮福安宮的由來，有一說是由鄭子寮的鄭姓先民從故鄉迎來中壇元帥，以爐主方式輪祀，後來才建廟。另一說則是中壇元帥分靈自昆沙宮（下太子廟），由鄭朝龍等人在清光緒四年（1878年）成立太子爺會，會員34人，以爐主方式輪祀:28。此外據《臺南州祠廟名鑑》的記載，該神明會的例祭日是在農曆正月初九和九月初九:40。
日治時期昭和十二年（1937年），鄭老池發起建廟，除中壇元帥外廟中還供奉有保生大帝、玄天上帝、觀音佛祖、李府千歲等神明:28。二次大戰後，於民國46年（1957年）重修，並增建兩側廟廂與拜亭:28。民國70年（1981年），再次重修:28。
民國76年（1987年），因為開闢北安橋的關係，拆除福安宮舊廟，神明安置於臨時行宮:28。到了民國92年（2003年），當時的主任委員鄭順富發起重建，由當地的建築師鄭介文規劃設計新廟:28。在「踏廟地」時，廟方請來學甲慈濟宮保生二大帝與鴨母令、什二佃南天宮池府千歲來坐鎮，花了一個多月才擇定新廟地:28。工程於民國93年（2004年）動工，民國98年（2009年）12月6日舉行入火安座大典。之後在民國102年（2013年）舉行五朝慶成祈安建醮大典:28。

## 交陪宮廟
據《鄭子寮福安宮文化資產及特色》（2021年），鄭仔寮福安宮的交陪宮廟有:28：
- 下太子昆沙宮
- 土城正統鹿耳門聖母廟
- 學甲慈濟宮
- 全臺祀典大天后宮
- 安南區清微宮
- 小北福德祠
- 閭山協安壇
- 新宅濟福寺
- 大林聖武宮
- 山上北極殿
- 海尾朝皇宮
- 中洲寮保安宮
- 紅目寮文靈宮
- 新宅新安宮
- 府城玉朝宮
- 舊和順慈安宮
- 外塭和濟宮
- 總頭寮興安宮
- 五塊寮慶和宮
- 溪頂寮保安宮
- 鹿耳門天后宮
- 大港寮大興宮
- 天和宮
- 什二佃南天宮
- 布袋嘴寮代天府
- 什三佃慶興宮
- 小北安聖宮
- 東溪埔寮福安宮
- 大灣南巡宮
- 鄭子寮五王宮
- 四草大眾廟